# История Османской Сербии
История Османской Сербии (серб. Историја Србије у Османском царству) — история Сербии и сербов в период владычества Османской империи.

## Османское завоевание Сербии
Во второй половине XIV века Сербское царство вступило в эпоху распада: потомки Стефана Уроша V боролись за власть и раздирали бывшее государство на части. Тем временем турки-османы под предводительством Орхана, а после 1362 года — его сына Мурада I, захватили значительную территорию в Европе. В 1366 году османы заняли побережье Эгейского моря вплоть до территории, принадлежавшей Йовану Углеше. Посещая в 1370 году Афон и одаривая монастыри, Углеша объявил, что готовится к войне против «мусульманских безбожников», однако его поддержал только брат Вукашин. В сентябре 1371 года братья отправились в поход против османов, но были разбиты в битве при Черномене, оба брата были убиты.

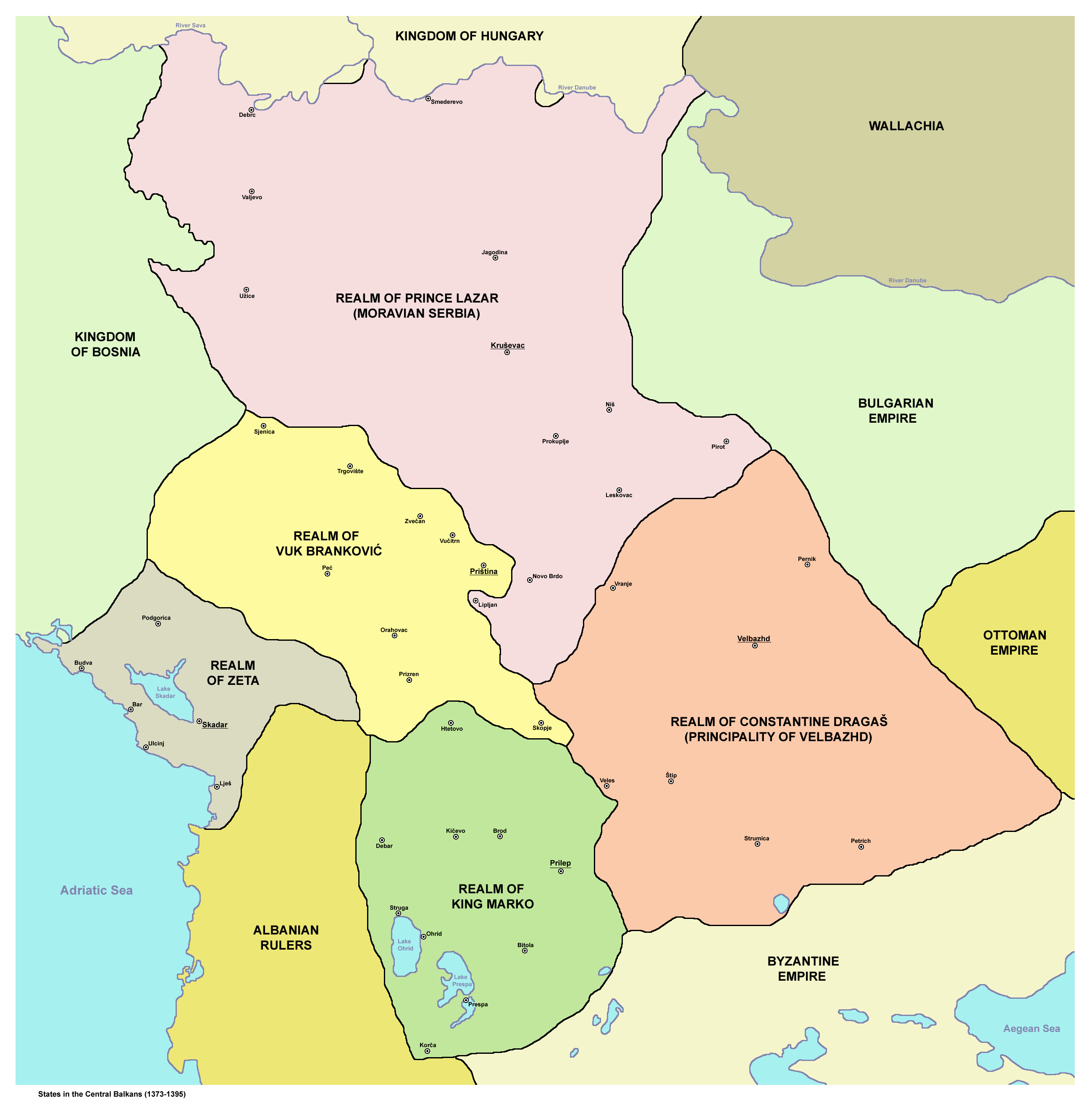
Распад Сербского царства

Смерть Углеши и Вукашина послужила поводом для начала борьбы за их земли среди прочих претендентов на сербское наследство; турки же продолжили завоевание Византии. В итоге на территории бывшего сербского царства оказались следующие государственные образования: на северо-западе, вплоть до границ Боснии, правил Никита Алтоманович; на северо-востоке — Радич Бранкович; к югу от этих территорий располагались земли князя Лазаря и — у границы с Болгарией — Йована и Константина Драгашей. Соседняя территория, вокруг Шар-планины до Скопле, находилась под властью зятя Лазаря — Вука Бранковича. На юге государства располагались земли наследников Вукашина, которые были разделены между его вдовой, королём Марко и королевичем Андрияшем. Никола Алтоманович и Радич Бранкович были вассалами венгерского короля, который вмешивался в дела их правления и осуществлял над ними свой контроль. Все эти правители имели друг к другу большое число претензий, и постоянно враждовали между собой. В 1373 году боснийский бан Твртко I и князь Лазарь предприняли совместный поход против Алтомановича и, одержав над ним победу, захватили и ослепили его, после чего разделили его земли. В 1377 году Твртко принял титул сербского короля и взял королевское имя «Стефан».
В 1380-х годах турки начали продвигаться вглубь Балканского полуострова. Приглашаемые враждующими христианскими правителями, османы вмешивались в их междоусобицы, осваивались на новой территории, захватывали добычу и подчиняли себе тех, кому помогали. Постепенно турецкими вассалами стали наследники Вукашина. Тем временем на севере после смерти Лайоша I начался крах Венгерского королевства. Вследствие конфликта с новой венгерской королевой Марией и её мужем Зигмундом Люксембургским король Твртко I и князь Лазарь оказались отрезанными от христианского окружения.
В начале лета 1389 года Мурад стремительно двинулся на Сербию. Через владения вассалов в Македонии он вышел на Косово поле, откуда открывались пути во всех направлениях. При известии о приближении Мурада князь Лазарь, Вук Бранкович и король Твртко собрали свою армию. В битве на Косовом поле султан Мурад был убит, а князь Лазарь попал в плен. Новым турецким султаном стал Баязид I, который был вынужден вернуться в центральные области своего государства. Наследники Лазаря признали верховную власть Баязида. Через владения наследников Лазаря османы начали вторгаться в Венгрию.
В 1392 году турки взяли Скопье, и в том же году им подчинился Вук Бранкович, обязавшийся платить дань. Летом 1393 года Баязид занял Центральную Болгарию, и зимой собрал в Сере своих вассалов, чтобы разом их уничтожить. Потом султан отказался от своего намерения, однако оно сильно повлияло на его отношения с христианскими феодалами. Некоторые из них полностью покорились султану, другие же решительно с ним порвали. В 1394 году турками была подчинена Фессалия, которой до тех пор управляла одна из наследниц Неманичей; затем султан перешёл через Дунай и предпринял новый поход на Валахию, в котором погибли турецкие вассалы король Марко и Константин Драгаш. На стороне турок в этом походе участвовал и Стефан Лазаревич. После гибели Константина Драгаша и короля Марко их земли были превращены в турецкую военную границу.
Турецкая экспансия сделала актуальной идею крестового похода. В 1396 году сборное христианское войско переправилось через Дунай, и 26 сентября сошлось в битве с Баязидом и его вассалами возле Никополя. Крестоносцы потерпели полное поражение; князь Стефан Лазаревич участвовал в этой битве на стороне турок, весьма в ней отличившись, за что получил часть земель тех соседей, которые поддержали крестоносцев. В январе 1398 года Стефан Лазаревич возглавил поход в Боснию, который закончился неудачей. Баязид начал подозревать Стефана в сношениях с венграми; недовольные вельможи Стефана стали стремиться уравнять с ним свои права и стать непосредственными вассалами Баязида.
После 1400 года Баязиду с востока начал угрожать Тамерлан. Для борьбы с ним Баязид собрал войска своих вассалов, среди которых были молодые наследники князя Лазаря — Стефан и Вук, а также сыновья Вука Бранковича — Джурадж и Лазарь. В 1402 году в битве при Анкаре Баязид был разгромлен Тамерланом и попал в плен; вассалы же были отпущены. Во время пребывания в Константинополе византийский император подобрал молодому холостому сербскому князю невесту из числа родственников своей жены, и как зять императора Стефан получил высокий византийский титул «деспота». Впоследствии в Сербии титул «деспот» стал титулом государя.
Затишьем в отношениях с турками деспот воспользовался для устройства внутренних дел государства. Центр Сербской деспотии сместился на север, и новой столицей стал Белград. Борьба между наследниками Баязида привела к втягиванию в неё и христианских правителей, что обострило старые конфликты и вызвала новые: помимо старой вражды между сыновьями Лазаря и Вука возник конфликт между Лазаревичами. Вук Лазаревич поддержал Сулеймана, а Стефан — его брата Мусу; в 1409 году деспот Стефан был вынужден отдать брату южную часть государства и отступить на север, где ему оказывал помощь венгерский король. После того, как Муса был разбит под Константинополем, а Вук и Лазарь Бранковичи — убиты, Стефан и племянник Джурадж заключили между собой мир, и участвовали в войне против Мусы, помогая усилению третьего сына Баязида — Мехмеда.

Сербская деспотия в 1422 году

В 1415 году османским вассалом стала Босния. Сербские деспоты были двойными вассалами — и турецкого султана, и венгерского короля. В результате, когда деспот Стефан умер в 1427 году, на его наследника Джураджа сразу же обрушились беды и со стороны турок, и со стороны христиан. И турки, и венгры требовали дани и земельных уступок, и территория деспотии постепенно сокращалась; в 1439 году деспот был вынужден бежать в Венгрию. Успехи турок вновь сделали актуальной идею крестового похода, и в 1443 году объединённая армия польского короля Владислава I, сербского деспота Джураджа и валашского воеводы Хуньяди вошла в Сербию и нанесла поражение турецким отрядам. Декабрьские морозы вынудили союзников прекратить наступление и вернуться в Венгрию. Весной 1444 года был заключён мирный договор с турками, главным пунктом которого было возвращение городов деспоту Джураджу.
Мирный договор был почти сразу же нарушен венграми, но король Владислав в ноябре погиб под Варной, и в Венгрии развернулась борьба за опустевший престол. Султан Мурад II не проявлял особой агрессивности, и деспот Джурадж получил передышку, но новая попытка крупного наступления на турок, предпринятая Хуньяди, поставила его в трудное положение. Войска обеих сторон передвигались по землям деспота, место предстоящей битвы также находилось на его территории, и он старался в этих условиях сохранить нейтралитет. Когда в октябре 1448 года христианская армия потерпела тяжёлое поражение в сражении на Косовом поле, то Хуньяди попал в руки Джураджа, который потребовал возмещения нанесённого его землям ущерба.
Когда в 1451 году турецким султаном стал Мехмед II, то его не удовлетворили старые вассальные отношения, и он стал стремиться к тому, чтобы как можно больше вассальных государств превратить в провинции. Когда в 1453 году турки взяли Константинополь, то деспот переправил всё движимое имущество в свои венгерские владения. В 1455 году турки захватили южную Сербию, в результате чего прервалось сухопутное сообщение с территориями в Зете. В 1456 году поход против Сербии возглавил лично султан. В 1458 году турки вновь двинулись на Сербию. В январе 1458 года умер деспот Лазарь Бранкович, что обострило кризис на оставшейся от государства территории. В 1459 году турками была взята сербская столица Смедерево.
Затем наступила небольшая передышка, пока турки воевали в других местах, но в 1463 году ими была завоёвана Босния. Падение Боснии побудило Венецию заключить союз с венгерским королём Матьяшем Корвином, который формально восстановил Боснию как государство, возведя на престол венгерского вельможу Николу Илокского. В 1464 году султан предпринял новый поход, в результате которого вновь завоевал большую часть Боснии. В 1465 году турки захватили большую часть земель герцога Стефана. В 1479 году турки заняли Скадар и в короткий срок покорили земли Ивана Црноевича. Сам воевода Иван бежал в Италию, но после смерти султана в 1481 году вернулся и восстановил своё государство. После смерти Ивана началась междоусобица между его сыновьями: против Джураджа начал при поддержке турок действовать брат Стефан. В 1496 году Джурадж оставил Черногорию, и она также перешла под власть турок.

## Сербия в составе Османской империи
Завоёванные территории вместе с их центрами турки сначала превращали в санджаки, названия которых обычно напоминали о бывших правителях: так, южная часть Сербии, завоёванная в 1455 году, стала называться «вилайет Вуковой земли». Административные единицы имели временный характер, и окончательно оформились лишь после завершения завоеваний, когда граница империи была отодвинута на некоторое расстояние. Административные единицы низшего уровня — нахии и кадилуки — формировались быстрее и существовали гораздо дольше по сравнению с крупными областями.
На территории бывшего государства сербских деспотов располагались Смедеревский, Вучитррнский (бывшие владения Вука Бранковича), Крушевацкий и Призренский санджаки. Часть земель бывшей «деспотовщины» оказалась в составе санджаков, центры которых находились за пределами Сербии: на севере — Видинского, на востоке — Софийского и Кюстендилского, на западе — Зворницкого и Боснийского, на юге — Дукаджинского (после завоевания Скадара в 1479 году). Сеть административных единиц низшего уровня (нахий) и судебных округов (кадилуков) налагалась на прежние сербские административные единицы. В единицах ниже этих турецкая администрация не присутствовала.
Ещё до окончательного завоевания Сербии турки часто угоняли людей в рабство (так, лишь в 1438 году, согласно донесениям из Константинополя монахов-францисканцев, следивших за судьбой доставленных в Анатолию христиан, из Сербии было угнано в рабство более 60 тысяч человек). Переселения на восток продолжились и после завоевания балканских стран. Когда граница Османской империи окончательно установилась по рекам Сава и Дунай, началась своего рода «война за население»: турки продолжали предпринимать захваты населённых пунктов по ту сторону границы и уводить людей в плен. В 1462 году венгерский король Матьяш Корвин в одном из писем отметил, что за три предыдущих года из его государства было угнано 200 тысяч человек. Осознавая наносимый ему ущерб, он упорно стремился изменить ситуацию, в том числе прибегая к методам турок: каждое вторжение на их территорию сопровождалось её разорением и захватом людей в плен. Когда в 1480—1481 годах королевская армия в сопровождении сербской знати переправилась через Дунай к востоку от Смедерево и дошла до Крушеваца, то при её возвращении за ней в первый раз ушло 60 тысяч человек, а во второй — 50 тысяч. В результате часть сербского народа покинула свою историческую родину и расселилась на территории Габсбургской империи.
На территориях, оказавшихся под властью турок, на опустошённые войной земли переселялись из горных областей скотоводы-влахи, ставшие привилегированной частью населения (помимо денежной повинности они несли и воинскую).
Турецкие власти были заинтересованы в восстановлении горнодобывающего производства, что обеспечило бы монетные дворы серебром. Им отчасти удалось восстановить добычу в старых рудниках, и начать разработку ряда новых. Вмешательство турецких властей в организацию производства доходило до того, что даже назначались сёла, обязанные снабжать рудники древесным углём. Иногда администрация осуществляла переселение рудокопов в целях открытия и развития производства в тех местах, где были обнаружены залежи руды.
При турках возникла значительная дистанция между городом и селом. Города стали очагами исламизации, что оказало непосредственное влияние на общую культурную обстановку (к концу турецкого правления во всех городах христиане составляли лишь треть населения). Кроме того, во многих лучших землях, в долинах рек, стали расселяться турки, туркмены, юрюки, кочевники из Анатолии, Персии. Тем самым, способствуя тюркизации отдельных районов и целых местностей Европы.
Ряд сербских православных церковных епархий подчинялся Охридской архиескопии, центр которой турки завоевали одним из первых. После взятия Константинополя Мехмед II разрешил дальнейшую деятельность Вселенской патриархии, сделав Константинопольского патриарха главой всех христиан в Османской империи. После гибели государства сербских деспотов не стало политической основы для автокефалии. Около 1525 года охридский архиепископ Прохор, ссылаясь на грамоты и традиции своей церкви, восстановил автокефальную архиепископию, в которую вошла и сербская церковь, однако сербские иерархи воспротивились этому. Смедеревскому митрополиту Павлу, носившему патриаршее звание, удалось на некоторое время воспрепятствовать действиям и планам архиепископа, однако в 1540 году Прохор созвал собор, на котором Павел был осуждён, и ему было предписано подчиниться соборным установлениям. В 1557 году благодаря родственным связям с великим визирем митрополит Герцеговинский Макарий стал патриархом восстановленной Печской патриархии; она стала образовывать новые епархии следуя административному устройству Османской империи.

## Попытки восстановления сербской государственности
В первые десятилетия турецкого ига сербы были вынуждены существовать под властью турок. Однако упорную борьбу с ними вело сербское население, проживавшее во владениях венгерского короля. К середине XVI века под турецкой властью оказалось большинство сербов, а за пределами Османской империи оставались только «перебежчики» (ускоки).
Вопрос о восстановлении сербского государства возникал ещё при короле Матьяше Корвине, который поставил во главу угла условие возвращения сербских городов и территорий с турками в 1470-х годах. После этого в 1482 году султан дал понять деспоту Вуку Гргуревичу, что мог бы создать буферное сербское государство между мусульманскими и христианскими землями, однако до реализации этого проекта дело не дошло.
Воевода Вожидар Вукович — доверенное лицо императора Карла V — путешествуя в связи с торговыми делами по Османской империи, вёл переговоры с заинтересованными людьми и разрабатывал план высадки христианской армии на Адриатическом побережье близ Скадара, рассчитывая на общее восстание. В 1538 году воевода Вукович предлагал императору даровать ему титул «деспота» ради большего успеха предприятия. В 1539 году войсками императора был захвачен Херцег-Нови, но до всеобщего восстания дело не дошло, и мир с турками был заключён на принципах довоенного статус-кво.
Каждая война турок с христианскими государствами пробуждала у сербов надежду и служила поводом к их переходу на сторону христиан. Тринадцатилетняя война 1593—1606 годов нашла среди порабощённых христиан значительно больший отклик, чем предыдущие военные столкновения: среди сербов вспыхнули открытые восстания — в Банате и в Герцеговине. Во время Кандийской войны сербское население выступило на стороне венецианских войск, и способствовало изменению венецианско-турецкой границы в ущерб туркам.
Во время войны 1683—1700 годов уже в 1687 году к армии императора Священной Римской империи присоединились отряды «рацкой милиции». После падения Белграда в 1688 году в турецкой армии начался хаос. Императорская армия быстро продвигалась через Западную Сербию и Моравскую долину на юг, её численность значительно выросла благодаря присоединившимся сербам. Однако после занятия Косова и Северной Македонии в армии началась чума, а затем последовало нападение французов на габсбургские земли в Германии и турецкое контрнаступление. Опасаясь мести турок, несколько десятков тысяч сербов ушло в Венгрию вместе с отступившими императорскими войсками. Нуждаясь в сербской военной помощи, император издал в декабре 1690 года «защитный патент», подтверждающий привилегии сербов внутри империи.
В 1703 году в Венгрии началось восстание Ракоци, с которого начался процесс исчезновения периферийных сербских поселений и миграции сербов во внутренние области. Спасаясь от резни, они бежали в Славонию, Срем и турецкий Банат.
В 1716 году Австрия вступила в войну, которую вела с Османской империей Венеция. По Пожаревацкому миру под власть императора перешли Банат, оставшаяся часть Срема, часть территории Боснии и северные области Сербии. Опустевшие и разорённые войной территории заселялись беженцами с земель, остававшихся под турецкой властью; в городах селились немецкие колонисты. Летом 1737 году Австрия присоединилась к русско-турецкой войне на стороне России, однако тяжёлое поражение в битве под Гроцкой вынудило её подписать в 1739 году невыгодный Белградский мир, вернувший Османской империи территории южнее Савы и Дуная. Эти поражения стали причиной второго переселения сербов на север.

## Белградский пашалык

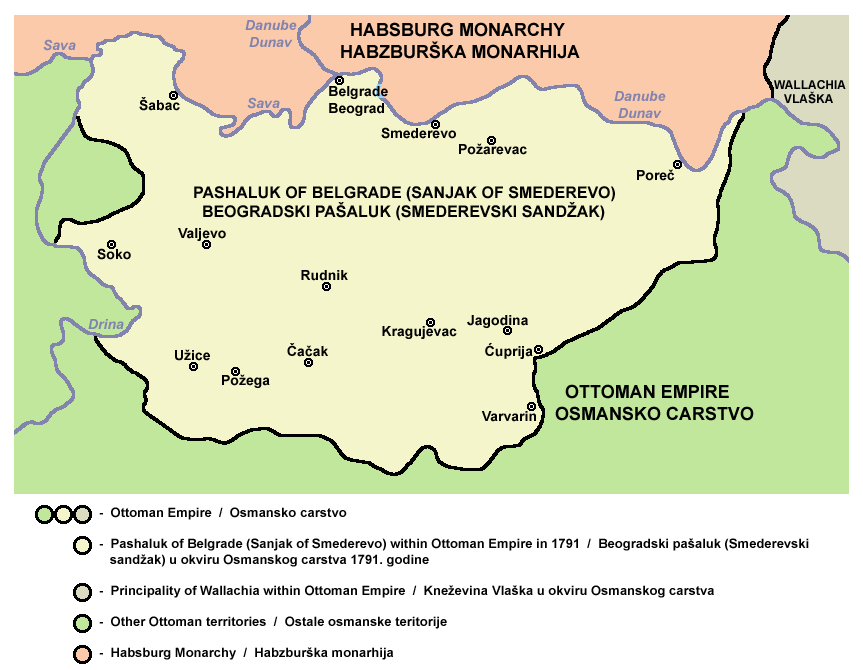
Белградский пашалык

После восстановления турецкого ига в Сербии наряду с воссозданием санджаков и нахий появилась новая военно-административная единица серхат (приграничная область), напрямую подчинённая Порте. Во главе серхата со столицей в Белграде стоял наместник в ранге визиря — мухафиз. С этого времени вошло в обиход неофициальное название его владений — «Белградский пашалык».
Войны сильно опустошили Сербию: турецкая перепись 1741 года показала, что только в трети сёл имелись жители. Численность населения постепенно увеличивалась благодаря постепенной миграции из горных скотоводческих районов, а также в результате колонизационных мер. В 1766 году была упразднена Печская патриархия, что сильно ухудшило положение сербов в Османской империи.
Начавшаяся в 1788 году очередная австро-турецкая война создала благоприятные условия для выступления сербов против турок. Однако поражения на других фронтах, а затем смерть в 1790 году императора Иосифа II привели к тому, что его наследник заключил с турками мир, восстановивший довоенное положение. Такой ход событий тяжело отразился на сербах, которых сначала подстрекали к выступлению, а затем бросили на произвол судьбы. Конец войны вызвал новую волну переселения на северные берега пограничных рек.
От более тяжёлых последствий сербов избавили преобразования, начатые султаном Селимом III и направленные на нормализацию ситуации в Белградском пашалыке. Янычарам было запрещено возвращаться в пашалык, а их владения изымались. На сторону разгневанных янычар встал изменивший султану Пазван-оглу, захвативший Видин. Для борьбы с мятежником белградский визирь Хаджи-Мустафа был вынужден призвать на помощь сербов.
В соответствии с султанскими фирманами, сербы получили право выбирать кнезов и обер-кнезов, которые только утверждались пашой. Туркам запрещалось селиться в сербских сёлах. Сербам разрешалось восстанавливать старые и строить новые церкви, но при этом им вменялось в обязанность защищать пашалык от янычар. В борьбе с Пазаван-оглу и янычарами участвовал сербский отряд численностью 15-16 тысяч человек. Боевые действия шли с переменным успехом, но в начале 1799 года Порта, терявшая контроль над Сирией и Египтом, приняла решение об отмене запрета на проживание янычар в Белградском пашалыке.
Вернувшиеся янычары захватили белградского пашу в заложники, а затем, убив его, взяли власть в свои руки. Правителями пашалыка сделались четверо дахий (командующих янычарами). Установление власти янычар ударило не только по сербам, но и по спахиям, которые в 1802 году предприняли безуспешную попытку вернуть себе власть в пашалыке, опираясь на сербов. После этого предоставленные сами себе вожди сербов начали подготовку к восстанию.

## Образование автономной Сербии
Первое сербское восстание началось в 1804 году. Так как оно произошло в мирное для Турции время и не было поддержано великими державами, то послужило импульсом к интеграции различных частей сербского народа. Так как сербы воевали не с султаном, а с теми, кто ему изменил, то восставшие время от времени пользовались поддержкой Порты. В результате бегства и последующего убийства дахий одна из целей восстания была достигнута, но режим в пашалыке не поменялся.
После этого восстание переросло в борьбу против султана. Теперь сербы хотели сами собирать и отправлять дань султану, а также охранять границу. Народом должны были управлять выборные старейшины и главный кнез; турецким чиновникам и спахиям надлежало покинуть пашалык. Успехи сербов увенчались в конце 1806 года взятием Белграда. В ходе восстания у сербов были сформированы органы высшей власти, и появился постоянно действующий Правительствующий совет народа сербского.
После этого сербы и Порта возобновили переговоры. Требования сербов стали умереннее: в случае заключения мира представитель турок должен был оставаться в Белграде, но все должности доставались сербам. Дань должна была выплачиваться единовременным платежом. Выдворению из пашалыка должны были подвергнуться только «злые турки». По главным пунктам было достигнуто согласие, но тут неожиданно началась русско-турецкая война. Надеясь на помощь России, сербы отказались от продолжения переговоров. Однако заключение в 1807 году Тильзитского мира повлияло на русско-турецкие отношения. Во время перемирия 1807—1809 годов Россия осуществляла протекцию над сербами, что позволило им залечить раны и предпринять меры по укреплению государственных институтов. В 1811 году Правительствующий совет был реорганизован в правительство, а Карагеоргий получил право наследственного предводительства. В 1809 году русско-турецкая война возобновилась, однако в 1812 году, в связи с вторжением Наполеона, Россия была вынуждена подписать Бухарестский мир. Предводители сербского восстания не приняли условий мирного договора, и в середине 1813 года турки начали наступление по всей линии обороны сербов, прорвав её в нескольких местах. Вожди восстания были вынуждены бежать из страны.
Заинтересованная в возвращении беженцев (после подавления восстания из Сербии начался массовый исход населения) Порта отнеслась к побеждённым с известной степенью лояльности. Однако, несмотря на отсутствие янычар, установившийся режим напоминал власть дахий, и сербы начали готовиться к новому восстанию.
Второе сербское восстание началось в 1815 году. Сербам удалось освободить территорию пашалыка от турок. Не имея намерений мириться с происходящим, Порта направила против сербов две армии — из Боснии и Румелии. Вождь восстания Милош Обренович заключил устное соглашение с Марашли Али-пашой, по которому сербы должны были в будущем самостоятельно собирать дань.
Ограниченная и неформализованная сербская автономия стабильно функционировала благодаря Милошу, который в переговорах с Портой различными способами добивался расширения собственных полномочий и влияния. В 1830 году султан издал указ, который даровал Сербии международно признанную автономию, а за Милошем признавал право передачи княжеского титула по наследству. Впоследствии этого образовалось Княжество Сербия.